# 葛藤蚜
葛藤蚜（学名：Aulacorthum formisana）为常蚜科藤蚜屬下的一个种。